# Gare des Aubrais - Orléans
Gare des Aubrais - Orléans vasútállomás Franciaországban, Fleury-les-Aubrais településen.

## Vasútvonalak
Az állomást az alábbi vasútvonalak érintik:
- Párizs–Bordeaux-vasútvonal
- Orléans–Montauban-vasútvonal
- Aubrais-Orléans–Orléans-vasútvonal
- Aubrais - Orléans à Malesherbes-vasútvonal
- Orléans–Montargis-vasútvonal

## Kapcsolódó állomások
A vasútállomáshoz az alábbi állomások vannak a legközelebb:
- Gare de Cercottes (Paris Gare d’Austerlitz, Párizs–Bordeaux-vasútvonal)
- Gare de La Chapelle-Saint-Mesmin (Gare de Bordeaux-Saint-Jean, Párizs–Bordeaux-vasútvonal)
- Gare de Saint-Cyr-en-Val (Gare de Montauban-Ville-Bourbon, Orléans–Montauban-vasútvonal)
- Gare d’Orléans (Gare d’Orléans, Aubrais-Orléans–Orléans-vasútvonal)